# Palyna
Palyna là một chi bướm đêm thuộc họ Erebidae.